# Loeuilly
Loeuilly là một xã ở tỉnh Somme, vùng Hauts-de-France, Pháp.

## Địa lý
Thị trấn này tọa lạc trên đường D8, khoảng 10 dặm Anh về phía tây nam của Amiens, hai bên bờ của một chi lưu sông Somme, sông Selle.

## Địa điểm nổi bật

Nhà thờ Saint-Martin

## Dân số
| 1962                                                           | 1968 | 1975 | 1982 | 1990 | 1999 |
| -------------------------------------------------------------- | ---- | ---- | ---- | ---- | ---- |
| 602                                                            | 621  | 657  | 831  | 831  | 809  |
| Số liệu điều tra dân số từ năm 1962, dân số không tính hai lần |      |      |      |      |      |